# 利普托夫斯基米庫拉什區
49°4′50″N 19°37′20″E / 49.08056°N 19.62222°E

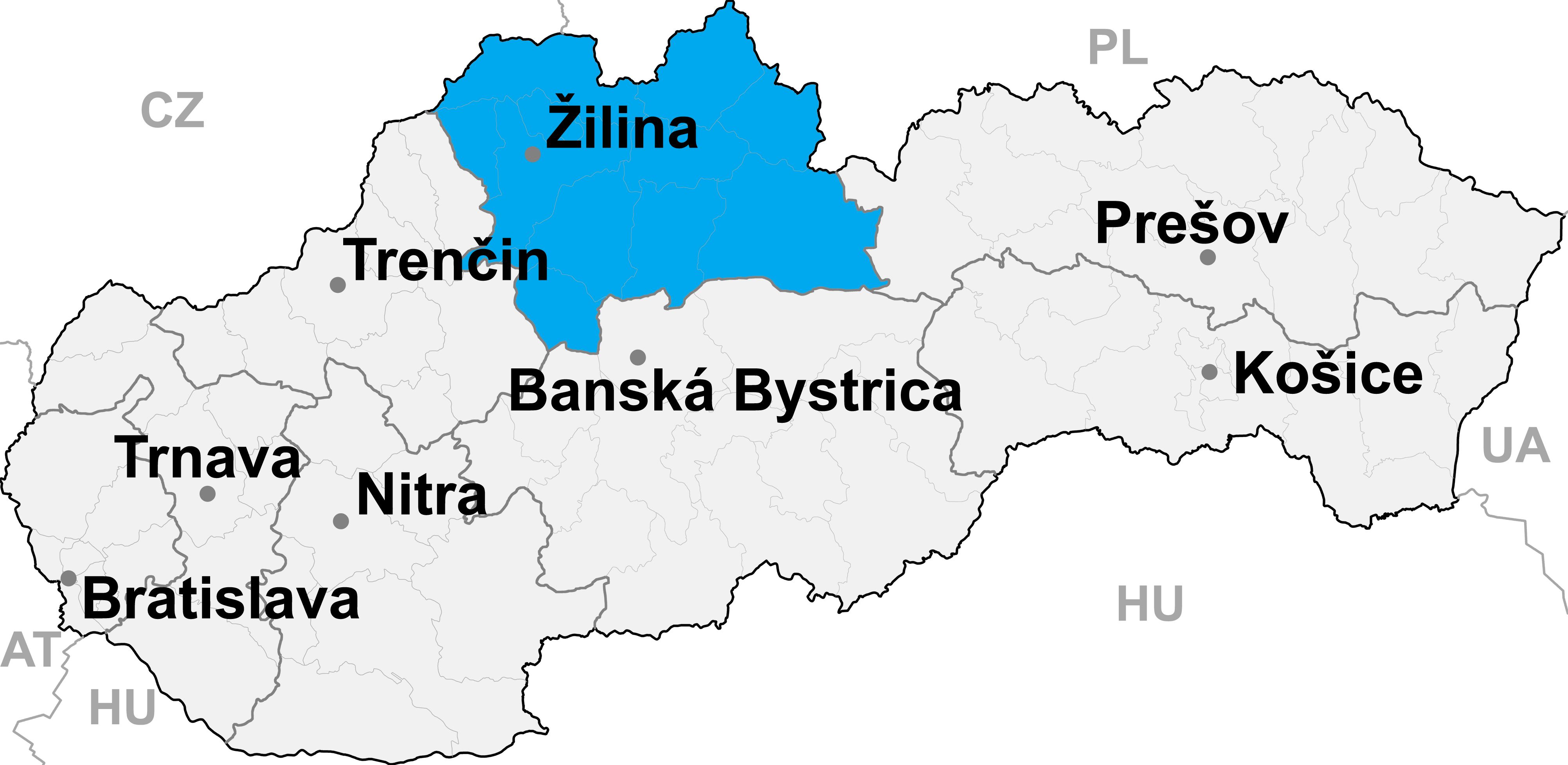

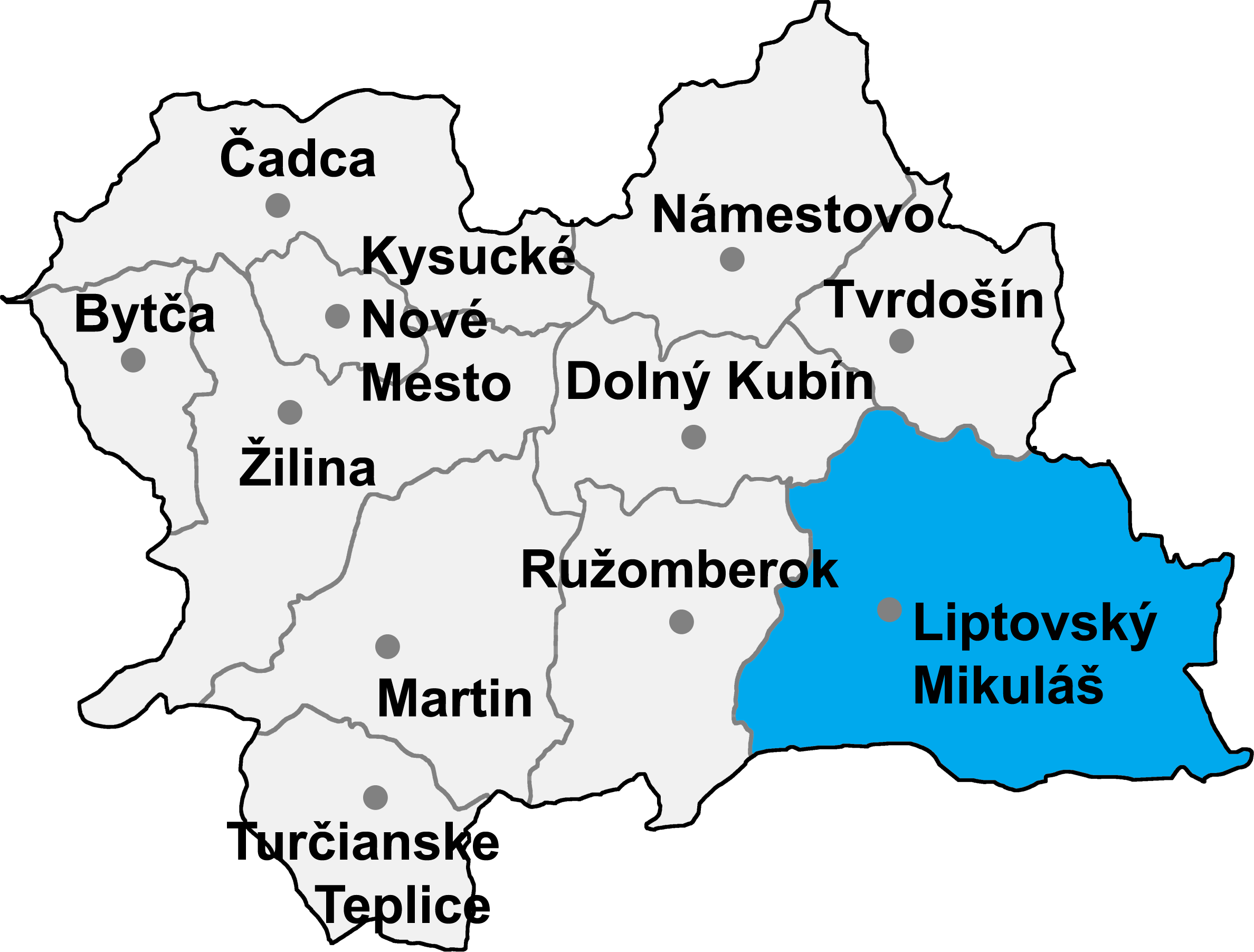

利普托夫斯基米庫拉什區，是斯洛伐克的一個區，位於該國北部，由日利納州負責管轄，面積1,341平方公里，2001年該區人口73,984，人口密度每平方公里55人。